# Coppa di Francia 2007-2008 (hockey su pista)
La Coppa di Francia 2007-2008 è stata la 7ª edizione della principale coppa nazionale francese di hockey su pista. La competizione ha avuto luogo dal 29 settembre 2007 e si è conclusa con la doppia finale il 31 maggio 2008.
Il trofeo è stato conquistato dal Quévert per la prima volta nella sua storia superando in finale il Coutras.

## Risultati

### Primo turno
| Squadra 1 | Risultato | Squadra 2    |
| --------- | --------- | ------------ |
| Quintin   | 1 - 2     | Mouilleron   |
| Crehen    | 3 - 5     | Saint-Brieuc |

### Secondo turno
| Squadra 1        | Risultato | Squadra 2       |
| ---------------- | --------- | --------------- |
| Roubaix          | 5 - 6     | Noisy-le-Grand  |
| Saint-Sébastien  | 8 - 1     | ASTA Nantes     |
| Briard           | 3 - 13    | SCRA Saint-Omer |
| Ergué-Gabéric    | 3 - 5     | Saint-Brieuc    |
| Paris            | 1 - 6     | Tourcoing       |
| Laval            | 1 - 17    | Nantes          |
| Seynod           | 0 - 4     | Aix-les-Bains   |
| Plonéour-Lanvern | 1 - 3     | Ploufragan      |
| Vaulx-en-Velin   | 4 - 7     | Lione           |
| Plouguerneau     | 2 - 9     | La Vendéenne    |
| Quimper          | 1 - 16    | Quévert         |
| Mouilleron       | 1 - 8     | Loudéac         |
| Pau              | 2 - 13    | Gazinet-Cestas  |
| Mérignac         | 6 - 9     | Coutras         |

### Ottavi di finali
| Squadra 1         | Risultato | Squadra 2       |
| ----------------- | --------- | --------------- |
| Ploufragan        | 13 - 2    | Gazinet-Cestas  |
| Tourcoing         | 1 - 9     | SCRA Saint-Omer |
| Lione             | 2 - 3     | Quévert         |
| Aix-les-Bains     | 5 - 3     | Noisy-le-Grand  |
| Chambery          | 3 - 10    | Loudéac         |
| Saint-Brieuc      | 4 - 2     | Nantes          |
| Saint-Sébastien   | 1 - 6     | La Vendéenne    |
| Sporting Fontenay | 3 - 11    | Coutras         |

### Quarti di finali
| Squadra 1    | Risultato | Squadra 2       |
| ------------ | --------- | --------------- |
| Ploufragan   | 1 - 3     | SCRA Saint-Omer |
| Quévert      | 13 - 2    | Aix-les-Bains   |
| Loudéac      | 4 - 6     | Saint-Brieuc    |
| La Vendéenne | 3 - 4     | Coutras         |

### Semifinali
| Squadra 1       | Risultato | Squadra 2 |
| --------------- | --------- | --------- |
| SCRA Saint-Omer | 2 - 3     | Quévert   |
| Saint-Brieuc    | 1 - 5     | Coutras   |

### Finale
| Dinan 10 maggio 2008 Finale - andata | Quévert | 7 – 1 | Coutras |  |

| Coutras 31 maggio 2008 Finale - ritorno | Coutras | 4 – 3 | Quévert |  |